# Medicinalråd
Medicinalråd, ledamot av Medicinalstyrelsen i Sverige, en titel, som infördes 1813, då Collegium medicum ombildades till Sundhetskollegium.
År 1968 uppgick Medicinalstyrelsen i Socialstyrelsen, varefter titeln använts inom den omorganiserade Socialstyrelsens hälso- och sjukvårdsavdelning.
I Finland är medicinalråd (finska: lääkintöneuvos) både en ämbetstitel för vissa högre tjänstemän vid social- och hälsovårdsministeriets hälsoavdelning och en hederstitel som av republikens president förlänas förtjänta läkare.